# San Pedro de la Hortaliza
San Pedro de la Hortaliza, även Ejido Almoloyán, är en ort i Mexiko, tillhörande kommunen Almoloya de Juárez i den västra delen av delstaten Mexiko, i den centrala delen av landet. Orten hade 2 459 invånare vid folkräkningen 2010.